# Josef Brenner von Felsach (Mediziner)

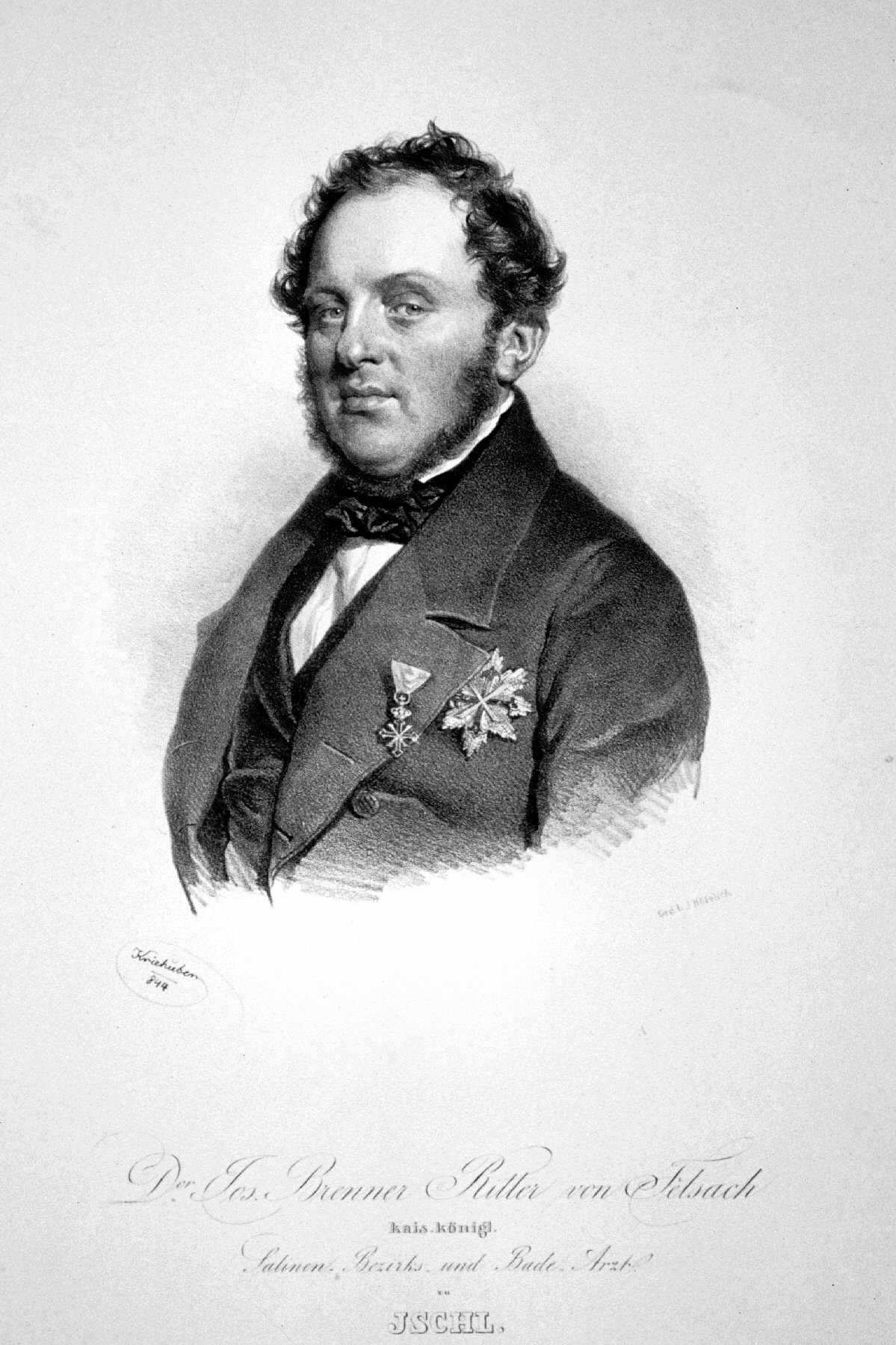
Josef Brenner Ritter von Felsach

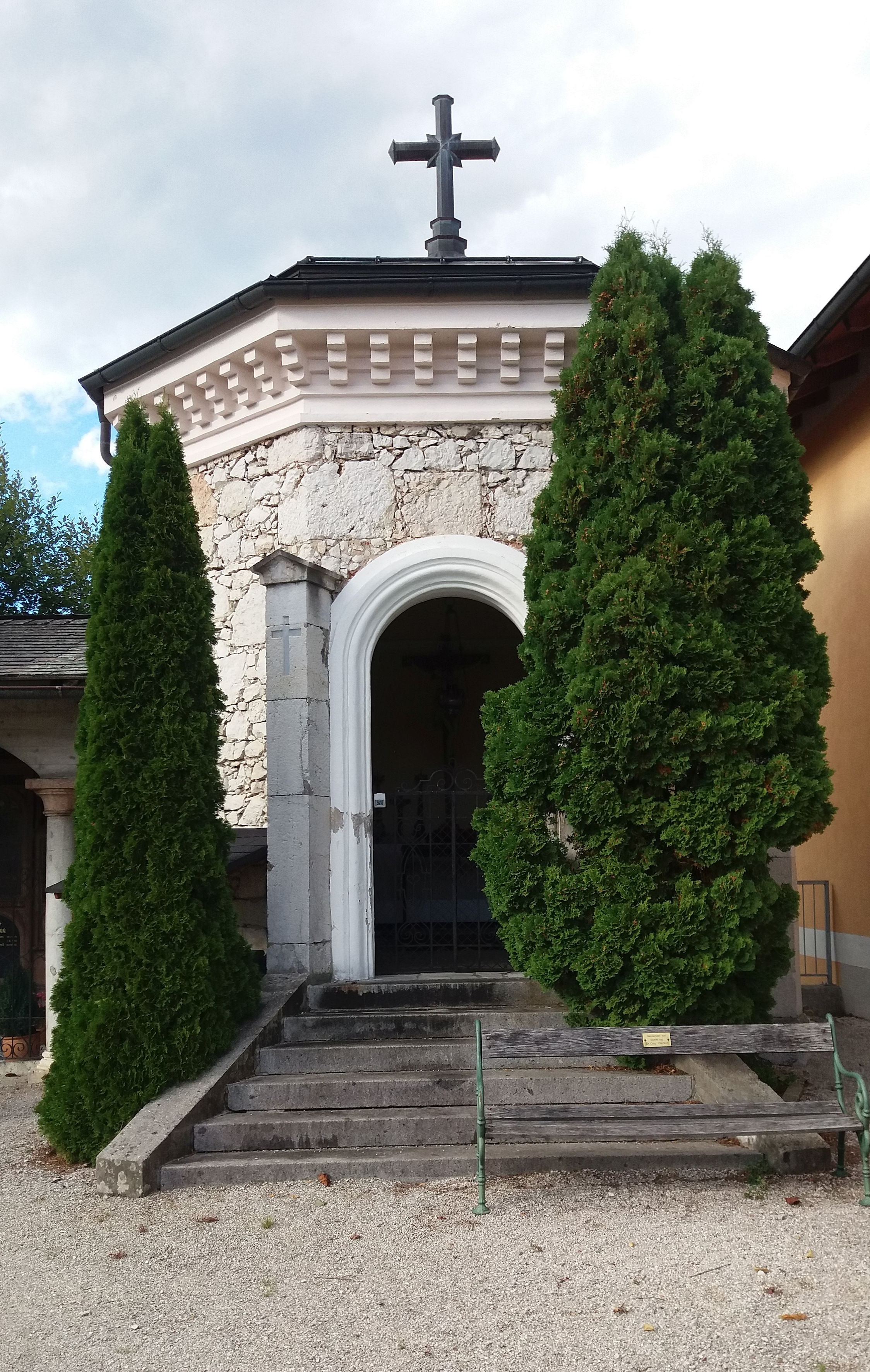
Friedhof Bad Ischl, Brenner von Felsach – Grabkapelle

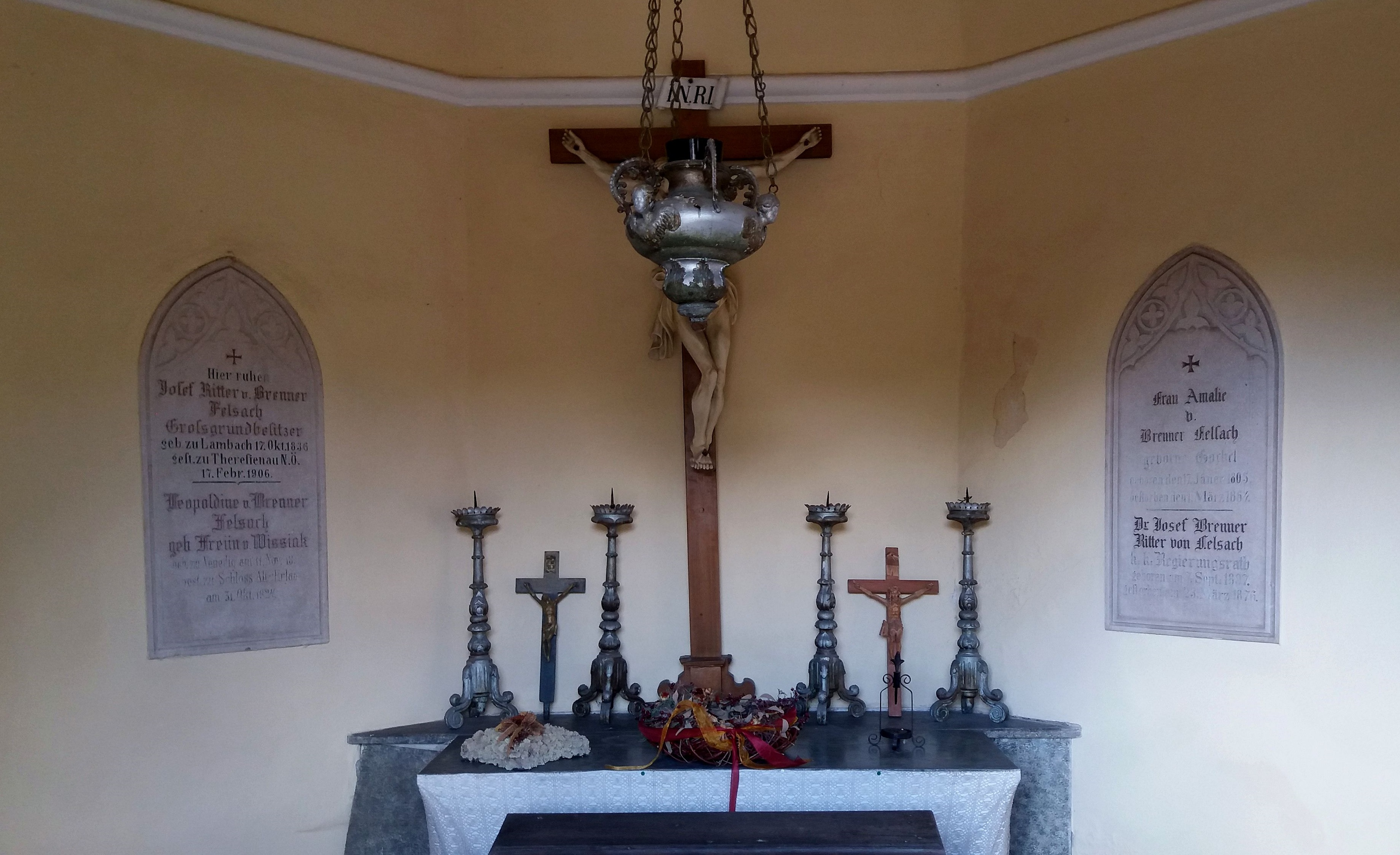
Friedhof Bad Ischl, Brenner von Felsach – Grabkapelle (innen)

Josef Brenner, Ritter von Felsach (* 7. September 1807 in Stadl bei Lambach; † 23. März 1876 in Vösendorf) war ein österreichischer Mediziner und Salinen- und Badearzt in Ischl.

## Leben
Josef Brenner Ritter von Felsach war ein Angehöriger des österreichischen Adelsgeschlechts Brenner von Felsach. Er besuchte von 1818 bis 1825 das Stiftsgymnasium Kremsmünster, studierte Medizin, promovierte 1833 an der Universität Wien und wirkte dann als Arzt in Lambach. Danach wurde er in der Nachfolge von Josef Götz 1839 Salinen- und Badearzt in Ischl, bewerkstelligte 1841 den Bau des ersten Ischler Krankenhauses und übernahm nach dem Tod von Franz Wirer von Rettenbach 1844 die Leitung der Badestiftung in Ischl. Er war in den 1830er-Jahren Mandatar für den Hausruckkreis des Oberösterreichischen Musealvereins und 1874 Mitbegründer des Ischler Heimatmuseums. Er war weiterhin Präses des 1838 gegründeten Musikvereins und Gründungsmitglied und langjähriger Präses des 1845 gegründeten Männergesangvereins Ischl. 
Josef Brenner Ritter von Felsach war korrespondierendes Mitglied der k. k. Gesellschaft der Ärzte in Wien und wurde am 15. Oktober 1843 unter der Matrikel-Nr. 1515 mit dem akademischen Beinamen Baglivius als Mitglied in die Kaiserliche Leopoldino-Carolinische Akademie der Naturforscher aufgenommen. Im Jahr 1859 wurde ihm der Ehrentitel Kaiserlicher Rat verliehen. 
Der Ischler Ehrenbürger Josef Brenner Ritter von Felsach starb im Schloss Vösendorf bei Wien und wurde in einer Gruftkapelle auf dem Friedhof Bad Ischl bestattet. In Bad Ischl wurde die Brennerstraße nach ihm benannt.
Er war verheiratet mit Amalie, geborene Gockel (1805–1864). Der Politiker Josef Brenner Ritter von Felsach (1836–1906) war der Sohn des Ehepaares.

## Orden und Ehrenzeichen
- Goldenes Verdienstkreuz mit der Krone
- Komtur des Orden vom Zähringer Löwen
- Ritter III. Klasse des Roten Adlerordens
- Ritter I. Klasse (Cavaliere di I classe) des Konstantinordens von Parma

## Schriften
- Joseph Brenner Ritter von Felsach: De myodesopsia respectu diagnostico et ætiologico. A. Strauss, Wien 1833.
- Joseph Brenner Ritter von Felsach: Abhandlung über das Mückensehen in diagnostischer und aetiologischer Beziehung. Beck, Wien 1833 (Online).
- Joseph Brenner Ritter von Felsach: Aphorismen über die Heilanstalten zu Ischl. Oberer, Salzburg 1842 (Online).
- Joseph Brenner Ritter von Felsach: Bericht über Ischl's Heilanstalten. Oberer, Salzburg 1842 (Online).
- Joseph Brenner Ritter von Felsach: Kurze Anleitung zum Gebrauche der verschiedenen Heilanstalten in Ischl für Kurgaeste, mit einer Wohnungs-Tabelle. Oberer, Salzburg 1842 (Online).
- Joseph Brenner Ritter von Felsach: Kurbilder aus der Badepraxis zu Ischl. Habacher, Gmunden 1853 (Online).